# Bogumił Drobnicki
Bogumił Drobnicki (ur. 12 stycznia 1774 w Mrągowie, zm. 16 grudnia 1848 tamże) – burmistrz Mrągowa (ówczesnego Sensburga) w latach 1830–1846 i pierwszy kronikarz miasta. Cronik der Stadt Sensburger 1348-1847 zaczął pisać w 1833, opisał w niej wydarzenia jakie miały miejsce w mieście od czasów najdawniejszych.